# 奄美市民歌 〜輝く未来へ〜
「奄美市民歌 〜輝く未来へ〜」（あまみしみんか かがやくみらいへ）は、日本の鹿児島県奄美市が制定した市民歌である。作詞・保岡直樹、作曲・原田敬子。

## 解説
2006年（平成18年）3月20日にいずれも奄美大島の名瀬市、大島郡笠利町、同郡住用村の3市町村が新設合併して発足した奄美市では、合併協議会において市民歌を「新市において制定する」との方針が確認された。合併1周年の2007年（平成19年）には、記念事業として旧3市町村民歌をメドレーで編曲した「奄美大行進曲」が熊本市の陸上自衛隊第8師団音楽隊により作成されている。
合併協定に基づいた新市民歌の制定は先送りが続けられていたが、2019年（令和元年）より2年後の合併15周年を目処に市民歌の作成作業を開始し、歌詞の一般公募を実施した。全国から64篇の応募があり、市民歌制定委員会の審査や市民を対象にしたパブリックコメントを経て2020年（令和2年）5月に入選作品を発表。入選者の保岡は南海日日新聞の取材に対し「豊かな自然や伝統文化を描きながら、明るく希望に満ちた元気の湧く歌詞を心掛けた」とコメントしている。
作曲は市からの依頼により東京音楽大学准教授の原田敬子が手掛け、合併15周年に当たる2021年（令和3年）3月20日付で制定された。市では作曲者の監修協力により6種類の音源を作成し、公式サイト上で試聴に供している。